# Article 53-2 de la Constitution de la Cinquième République française
Article 53-1 Article 54
L'article 53-2 de la Constitution de la Cinquième République française est un article de la Constitution du 4 octobre 1958 ajouté au texte par une loi constitutionnelle du 8 juillet 1999.

## Texte
« La République peut reconnaître la juridiction de la Cour pénale internationale dans les conditions prévues par le traité signé le 18 juillet 1998. »
— Article 53-2 de la Constitution du 4 octobre 1958

## Origine
L'article fait référence au Statut de Rome du 17 juillet 1998, qui créa la Cour pénale internationale, devant laquelle peuvent être poursuivis les auteurs de crime de guerre, génocide ou crime contre l'humanité. La France avait signé le traité, mais le Conseil constitutionnel, saisi en vertu de l'article 54 (98-408 DC), indiqua plusieurs contradictions entre le Statut et la Constitution, sur la responsabilité des politiques, qui remet en cause l'immunité présidentielle et l'immunité parlementaire, et sur la CPI qui est complémentaire de la justice locale, ce qui est contraire à la souveraineté nationale. Le traité ne peut donc être ratifié qu'après une modification de la constitution,,. 
Cet article fut adopté avec une large majorité après réunion au congrès de Versailles (856 voix contre 6), réuni dans le cadre de l'article 89, le 28 juin 1999. L'adoption fut majoritaire, au point que le congrès fut vu comme disproportionné, mais suscita des oppositions des souverainistes Philippe de Villiers et Charles Pasqua qui ont boycotté le congrès,. La loi constitutionnelle correspondante fut la LC n°99-568 du 8 juillet 1999.  
L'article s'inscrit dans le mouvement international de constitutionnalisation de normes de droit international.

## Contenu
L'article 53-2 crée une exception à l'article 67 qui rend le président de la République irresponsable durant la durée de son mandat.  